# Берроа, Каталина
Мария Каталина Пруденсия Роман де Берроа Охея (исп. Catalina Berroa; 28 февраля 1849, Тринидад (Куба) — 23 ноября 1911) — кубинская пианистка, музыкальный педагог, композитор. Первая кубинская женщина-дирижёр на Кубе.

## Биография
Обучалась музыке у местных учителей, освоила несколько инструментов: кроме фортепиано, играла на гитаре, скрипке, арфе, флейте, виолончели, кларнете, органе, который был её любимым музыкальным инструментом.
Служила органистом в церкви Святого Франциска Ассизского и хоровым дирижёром в церкви Святой Троицы.
Руководила музыкальной академией в Тринидаде, преподавала студентам.
По данным латиноамериканского информационного агентства Prensa Latina К. Берроа была первой женщиной в музыкальной истории Кубы, которая руководила оркестром. Давала концерты.
В «Словаре известных женщин кубинской музыки» говорится, что Каталина Берроа была первой женщиной-композитором, родившейся на Кубе.
Сочиняла разную музыку, включая духовную (литургическую) музыку, автор ряда песен, вальсов, гуарача (быстрый танец), гимнов, месс и др.

## Избранные музыкальные сочинения
Песни
- La trinitaria, 1867
- Canción a Belisa y La Josefa, 1902
- Condenado, El talismán, La conciencia, La súplica, Rosa gentil, todas para voz y guitarra
- Guaracha de La Habana al Cerro, La cena del gato
- Marcha Conchita

Духовная музыка
- Flores de mayo, para corno y piano
- La virgen de Cuba, para coro
- Osalutaris, para voz y órgano
- Salve a dos voces, para voz y órgano
- Vals Cecilia, para piano y banda
- El negro Miguel y Las flores, para piano.